# 24 Brygada Armii Krajowej „Dryświaty”
24 Brygada Armii Krajowej „Dryświaty” – polski oddział partyzancki Okręgu Wilno Armii Krajowej.
Sformowana w obwodzie brasławskim na bazie 85 Oddziału Leśnego (OL-85) wydzielonego z 23 Brasławskiej Brygady Armii Krajowej. Jej żołnierze brali udział w Operacji „Ostra Brama”.  16 lipca 1944, we wsi Karoluńce, brygada została rozbrojona przez zmotoryzowane oddziały Armii Czerwonej. Część żołnierzy rozproszyła się po Wilnie, zaś pozostali trafili w ręce sowieckie, zostali internowani w Kupczelach, a następnie trafili do obozów pracy ZSRR pod Kaługą. 

## Formowanie i zmiany organizacyjne
Na przełomie lutego i marca 1944, na podstawie rozkazu Komendy Okręgu „Wiano”, komendant inspektoratu BC mjr Mieczysław Potocki ps. „Węgielny” przystąpił do organizowania brygad partyzanckich na terenie inspektoratu. Brygady powstawały na bazie oddziałów partyzanckich (leśnych). Zalążek oddziału stanowiło kilku lub kilkunastu żołnierzy ruchu oporu, którzy w oznaczonym przez dowódcę oddziału dniu i godzinie zabierali z zakonspirowanej skrytki przygotowaną broń i wyruszali do lasu na zbiórkę. Taki oddział powiększał swój stan osobowy i zasoby uzbrojenia, a po osiągnięciu liczby 200–250 ludzi otrzymywał, na wniosek inspektora, nazwę i numer brygady.
W obwodzie brasławskim, w kwietniu 1944 w ten sposób została utworzona 24 Brygada Armii Krajowej „Dryświaty”. Większość żołnierzy rekrutowała się z miejscowych Polaków, należeli do niej również Polacy z Łotwy oraz uciekinierzy z policji białoruskiej. Dowódcą brygady został por. Kazimierz Krauze ps. „Wawrzecki”. W lipcu 1944 brygada liczyła ok. 320 partyzantów.

## Działania brygady
Działania brygady w czasie Akcji „Burza”
Akcję „Burza” na terenie Inspektoratu BC Okręgu Wilno Armii Krajowej rozpoczął 1 lipca 1944 z własnej inicjatywy dowódca Zgrupowania mjr Mieczysław Potocki ps. „Węgielny” stacjonujący wtedy wraz ze swoim sztabem w Oszmianach. 24 Brygada miała działać samodzielnie w obwodzie brasławskim i dokonać dywersji na węzłach komunikacyjnych Widze i Opsa.
Na początku lipca brygada przebywała na Brasławszczyźnie w rejonie wsi Nowiny– Pupinie. Stan brygady wynosił 320 ludzi. 2 lipca przeprowadziła akcję na pociąg w Trabszach na torach kolejowych linii Opsa–Rymszany.
W ramach akcji „Burza” brygada przeprowadziła jeszcze kilka akcji. Jedną z nich była akcja zdobycia umocnionego punktu obrony niemieckiej w Opsie. W związku z wkroczeniem Armii Czerwonej na tereny Brasławszczyzny i zajęciem Brasławia dowództwo brygady zdecydowało nawiązać kontakt z Armią Czerwoną. W tym czasie 24 Brygada otrzymała rozkaz dołączenia do 2 Zgrupowania i przejścia na tereny nieopodal od Wilna w okolice Zielonych Jezior. 
Rozkazu tego 24 Brygada nie wykonała. Dowódca K. Krauze „Wawrzecki” tak opisał przyczyny niewykonania tego rozkazu:

„Nie mogło być mowy o marszu brygady pod Wiino, bo wyglądałoby, że jest to wycofywanie się przed Armią Czerwoną, zapadła więc natychmiastowa decyzja: wyjść naprzeciw Armii Czerwonej i nawiązać z nią kontakt.”

Celem nawiązania kontaktu z oddziałami Armii Czerwonej wkraczającymi na Brasławszczyznę wyznaczono delegację w składzie: por. Michał Białokur „Lach” – komendant obwodu, por. Kazimierz Krauze „Wawrzecki” – dowódca 24 Brygady, por. Michał Krauze „Kalina” – tłumacz. Wszyscy trzej mieli biało-czerwone opaski. Za wsią Bejkiele napotkali przednie straże Armii Czerwonej, które posuwały się w kierunku Kozaczyzna–Ignalino. Po spotkaniu pułkownik sowiecki uznał, że jest niekompetentny i odesłał polską delegację do swego wyższego dowództwa. Zanim nastąpiło spotkanie z sowieckim generałem, brasławska delegacja przetrzymywana była kilka dni pod konwojem. Następnie poproszono polską delegację, by oddała broń do depozytu, która miała być zwrócona po rozmowie z generałem. W czasie spotkania ze stroną sowiecką por. „Lach” wygłosił, ustaloną przez naczelne władze państwa polskiego, oświadczenie: „Na rozkaz Rządu Rzeczypospolitej Polskiej zgłaszam się jako dowódca wojskowy z propozycją uzgodnienia z wkraczającymi na teren Rzeczypospolitej Polskiej siłami zbrojnymi Związku Sowieckiego współdziałania w operacjach wojskowych przeciwko wspólnemu wrogowi.” Na pytanie sowieckiego generała, gdzie znajdują się wojska polskie por. „Lach” odpowiedział, że odpowiedzieć na to nie mogą, gdyż przybyli tu jako parlamentariusze. Na dyskretny znak sowieckiego generała zza drzwi wyskoczyło kilku sowieckich żołnierzy, którzy wyprowadzili polską delegację do aresztu.

## Struktura i obsada personalna
Dowództwo
- dowódca - kpt. Kazimierz Krauze ps. „Wawrzecki”,
- zastępca dowódcy - por. Czesław Budrewicz ps. „Topór”,
- adiutant - ppor. Czesław Żurawski,
- kapelan - ks. Adam Szabunia ps. „Adam”,
- lekarz - Aldona Czerniewska ps. „Ada”
- poczet dowódcy - pchor. Waldemar Czerniewski
- oficer gospodarczy - Witold Fedorowicz

Pododdziały:
- oddział zwiadowczy - pchor. Edward Raczyński ps. „Kmicic",
- 1 kompania -ppor. Henryk Kołomecki ps. „Górnik" 
  - (?) pluton - Józef Makowski „Rzędzian”
- 2 kompania - ppor. Wacław Sidorkiewicz ps. „Bem"
- 3 kompania - ppor. Henryk Natałko
- 4 kompania - ppor. Edmund Lisowski ps. „Krzak"
- drużyna pionierów
- drużyna łączności